# Grand Prix Jules Van Hevel
Le Grand Prix Jules Van Hevel (Grote Prijs Jules Van Hevel) est une course cycliste belge disputée au mois d'octobre autour d'Ichtegem, dans la province de Flandre-Occidentale. Il rend hommage à l'ancien cycliste professionnel belge Jules Van Hevel. 
En 2017, la course fête sa 91e édition.

## Palmarès depuis 2015
| Année | Vainqueur                   | Deuxième           | Troisième           |
| ----- | --------------------------- | ------------------ | ------------------- |
| 2015  | Christophe Van Cauwenberghe | Maxime Farazijn    | Cédric Verbeken     |
| 2016  | Michael Goolaerts           | Mathias De Witte   | Ylber Sefa          |
| 2017  | Milan Menten                | Tuur Deprez        | Stan Dewulf         |
| 2018  | Thibau Verhofstadt          | Quinten Veling     | Aaron Van Poucke    |
| 2019  | Jochen Deweer               | Florian Vermeersch | Sander De Pestel    |
| 2020  | Laurenz Rex                 | Rune Herregodts    | Lars Daniels        |
| 2021  | Warre Vangheluwe            | Lennert Teugels    | Lennert Van Eetvelt |
| 2022  | Lars Oreel                  | Warre Vangheluwe   | Luca De Meester     |
| 2023  | Jasper Dejaegher            | Dylan Vandenstorme | Lars Craps          |
| 2024  | Jarno Bellens               | Matthew Van Schoor | Alex Vandenbulcke   |